# Villa Mercedes
Villa Mercedes is een plaats in het Argentijnse bestuurlijke gebied Pedernera in de provincie  San Luis. De plaats telt 96.781 inwoners.

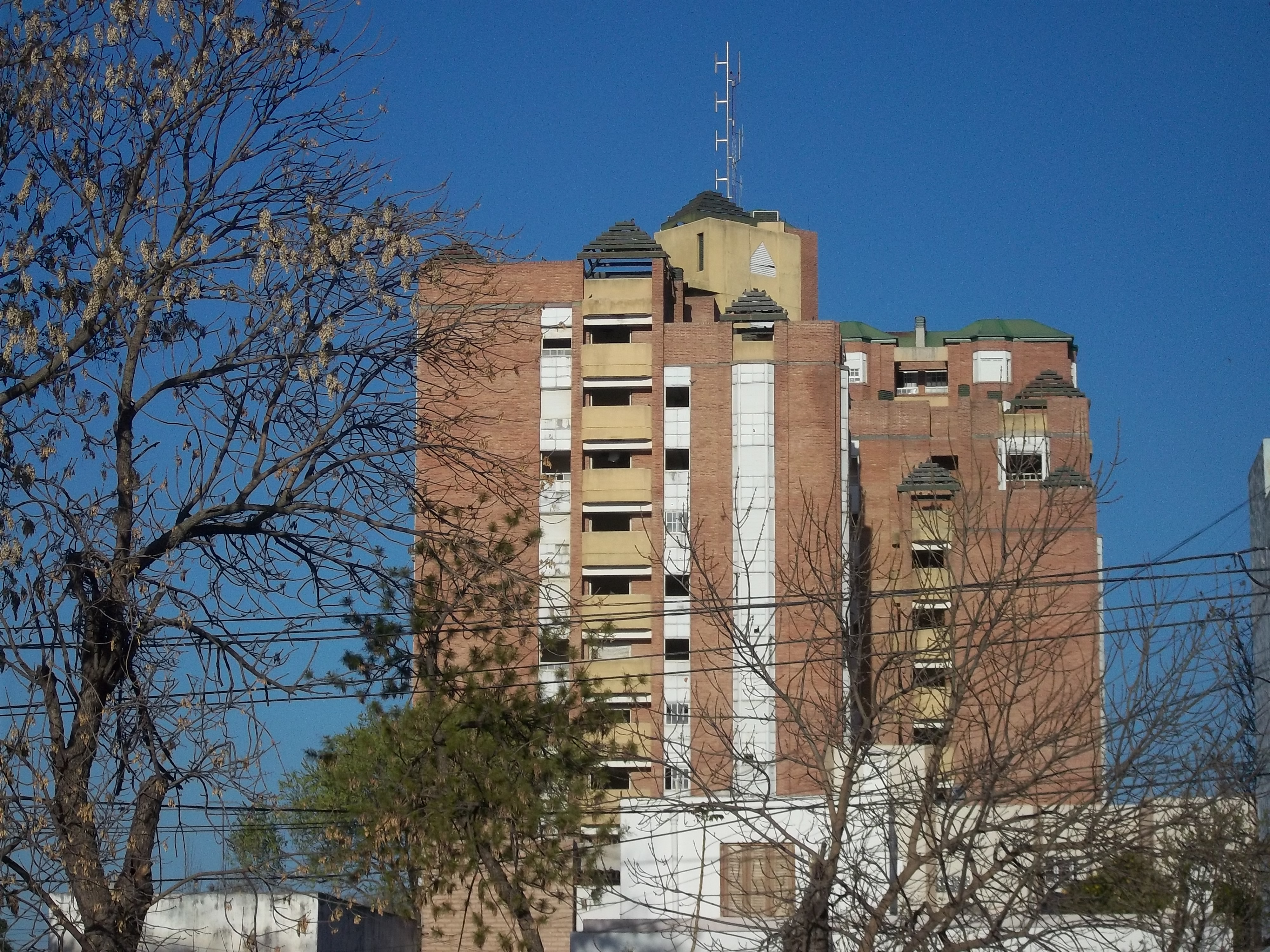
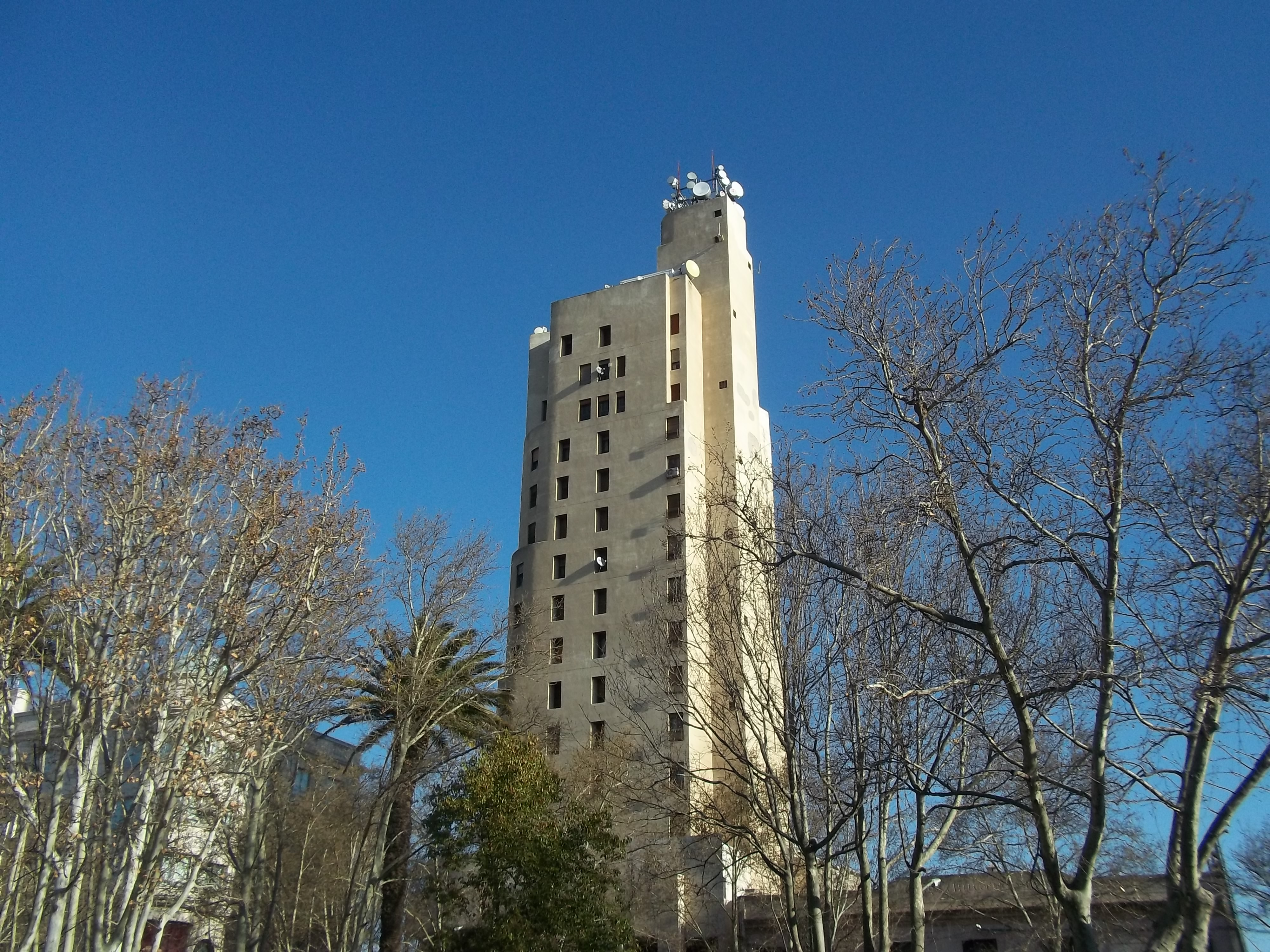
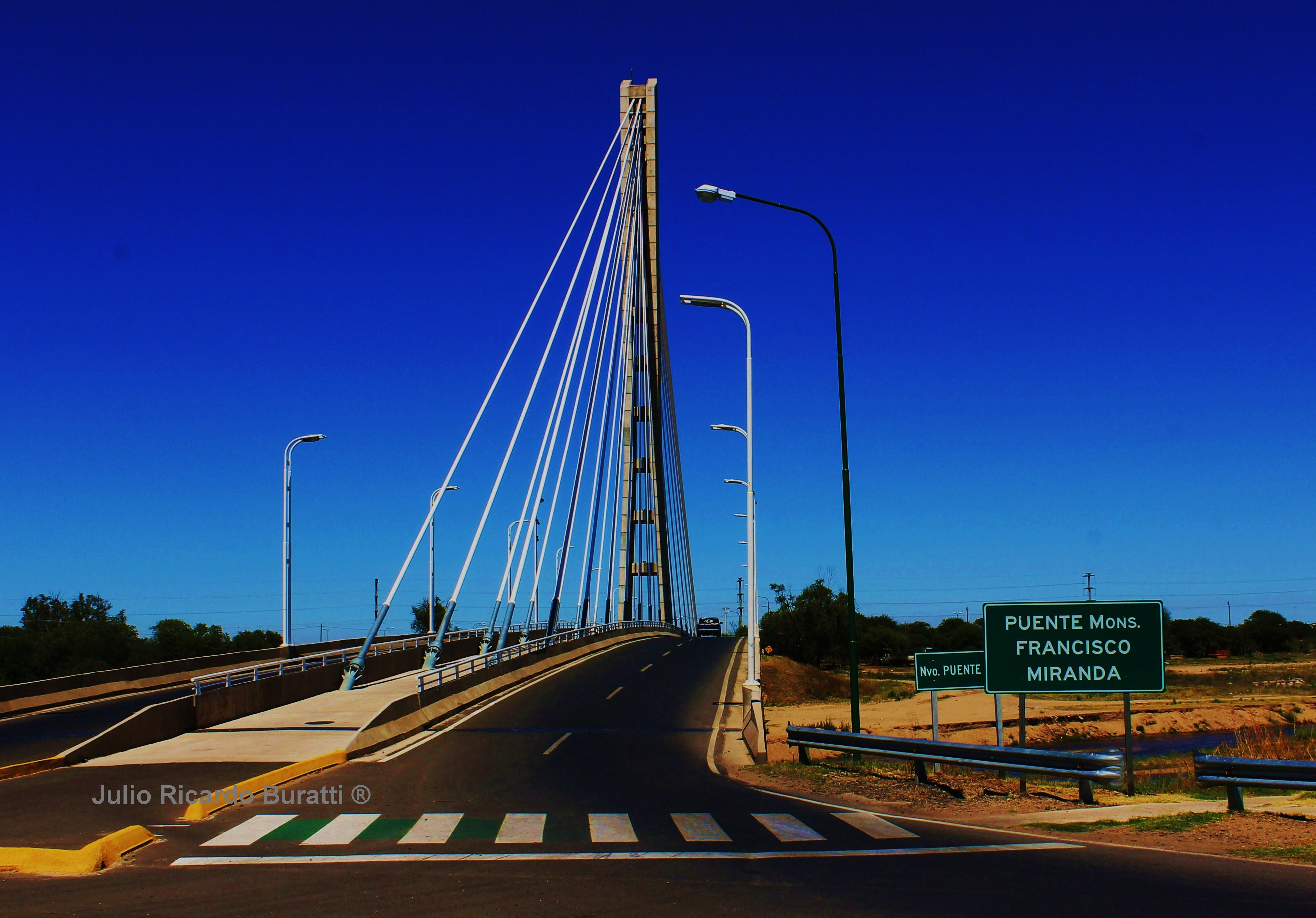
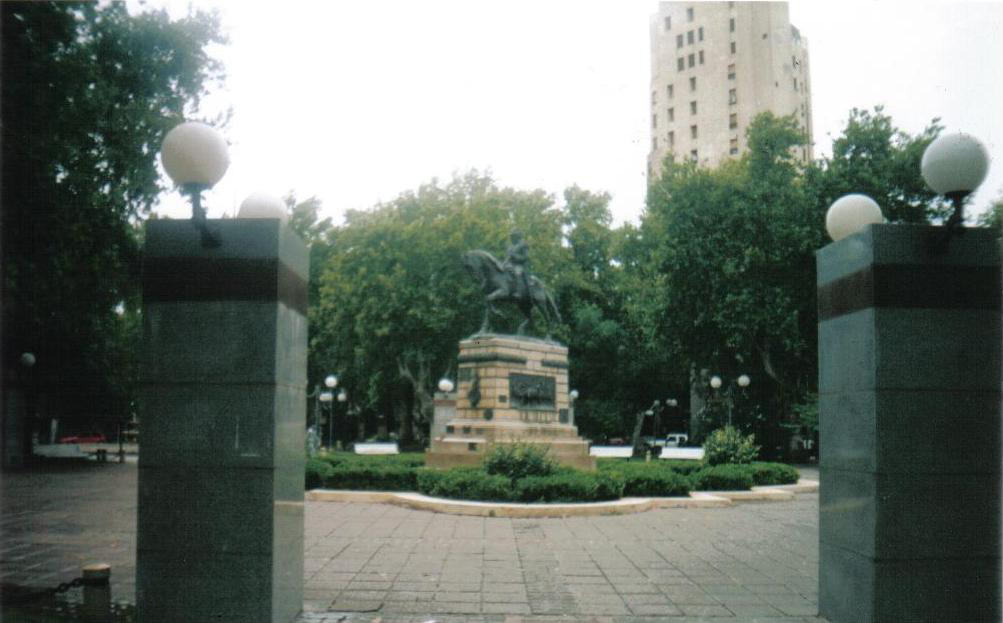